# 維拉公園球場
維拉公園球場（英語：Villa Park）是一個位於英格蘭伯明翰的足球場，可容納42,657個座位，是全英國第十大的球場。自1897年已經是阿士東維拉的主場。維拉公園球場在英格蘭足球歷史上有著特別地位，並曾作為英格蘭國家隊主場進行多達16場國際賽，歷年來曾經進行過55場英格蘭足總盃準決賽。
1897年，阿士東維拉搬入位於阿斯頓廳鄰近的阿斯頓下草坪（Aston Lower Grounds），是一個維多利亞時代遊樂園中的運動場。球場經歷多次翻新最終演變成今日的看台，包括哈拉爾德看台（Holte End）、聖三一路看台（Trinity Road Stand）、北看台（North Stand）和道·艾利斯看台（Doug Ellis Stand）。
在1914年之前，維拉公園球場周圍有一條自行車跑道，定期舉辦自行車比賽和田徑賽事。除了足球相關用途外，球場還舉辦各種音樂會和其他體育賽事，包括拳擊比賽以及國際橄欖球和欖球比賽。1999年，歐洲盃賽冠軍盃最後一場決賽在維拉公園球場舉行；由於溫布利球場舉辦奧運足球決賽，維拉公園球場成為2012年英格蘭社區盾舉辦場地。
阿士東維拉計劃重建北看台，將使維拉公園球場的容量從42,682增加到50,065。這些計劃還包括建造一系列配套的商業和娛樂場所，被稱為「Villa Live」。2022年12月，這些計劃獲得伯明翰市議會批准。

## 歷史
阿士東維拉於1897年維拉公園球場，於4月17日剛贏得雙料冠軍的阿士東維拉與布力般流浪進行友誼賽作為揭幕戰。阿士東維拉於1911年以總值11,750英鎊購入球場及其關連設施，並由阿奇巴尔·雷奇（Archibald Leitch）設計進行重建，當聖三一路看台（Trinity Road Stand）於1922年建成時，是英國當時最堂皇的球場看台。1958年設置汎光燈。1966年世界盃作為分組賽的比賽場地，舉行三場比賽，包括阿根廷2-1勝西班牙、阿根廷0-0和西德及西德2-1勝西班牙。1994/95年球季當哈拉尔德看台（Holte End）重建完成後維拉公園成為全坐席球場。1996年6月加裝草坪地底加熱系統。同年的歐洲國家盃維拉公園合共上演四場比賽，包括三場分組賽荷蘭0-0和蘇格蘭、瑞士0-2負荷蘭及蘇格蘭1-0勝瑞士，和一場半準決賽捷克1-0淘汰葡萄牙。1999年最後一屆歐洲盃賽冠軍盃決賽亦在維拉公園舉行，結果以2-1擊敗捧盃。2001年拆卸舊聖三一路看台，於2001年重建完工，將維拉公園的容量提升到42,640名觀眾，於11月由威爾斯親王查爾斯王子主持揭幕。

## 2012年奧運會
維拉公園球場原本獲選為2012年倫敦奧運會6個進行足球項目比賽的球場之一，但由於未能確保球場能夠在奧運會舉行前完成擴建工程，於2009年8月10日退出奧運會競賽場館之列。

## 紀錄
維拉公園球場曾經錄得的最高入場人數是在1946年3月2日舉行的英格蘭足總盃第六輪對陣打比郡的比賽，當時入場人數達到76,588人。在全座席時代，最高入場人數是在2009年12月29日對陣利物浦的英超聯賽，當時入場人數達到42,788人；歷年來聯賽入場人數最高紀錄是在1949年12月27日對陣狼隊的英甲比賽中創下的，當時入場人數達到69,492人。戰後的維拉公園球場的平均入場人數最高的一個賽季是1948-49年賽季，平均入場人數為47,168人；而戰後時期的最低平均入場人數是在1985-86年賽季，只有15,237人。

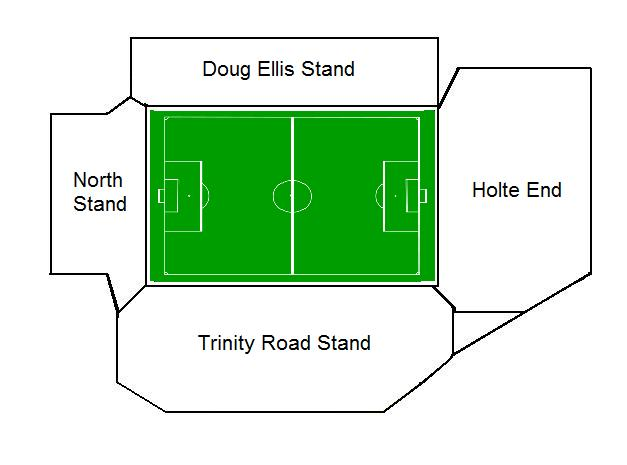
維拉公園平面圖
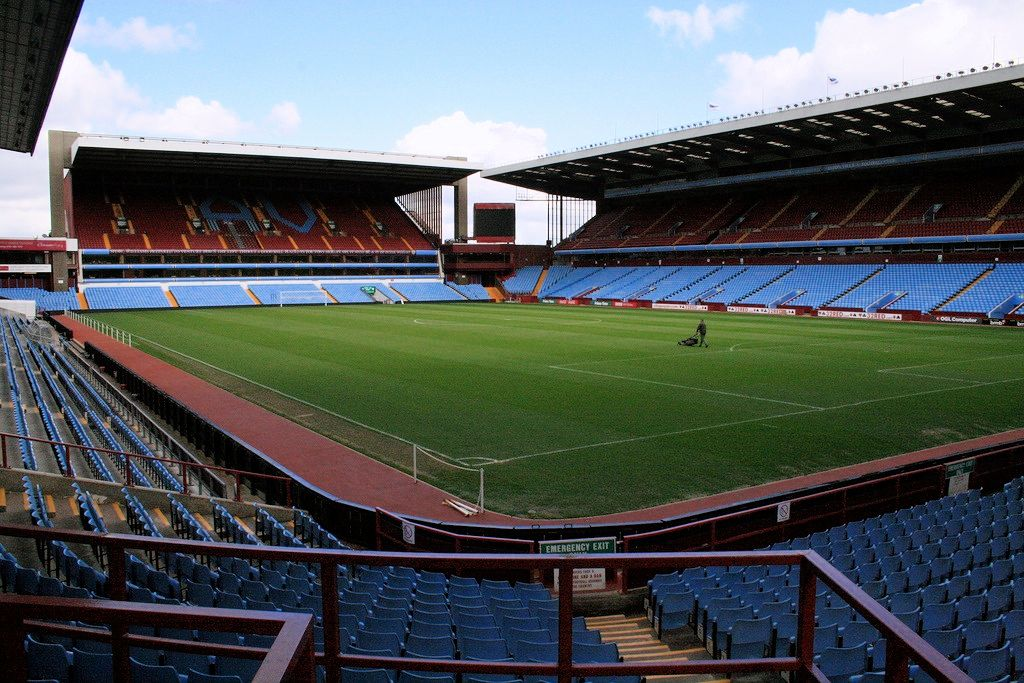
維拉公園內觀
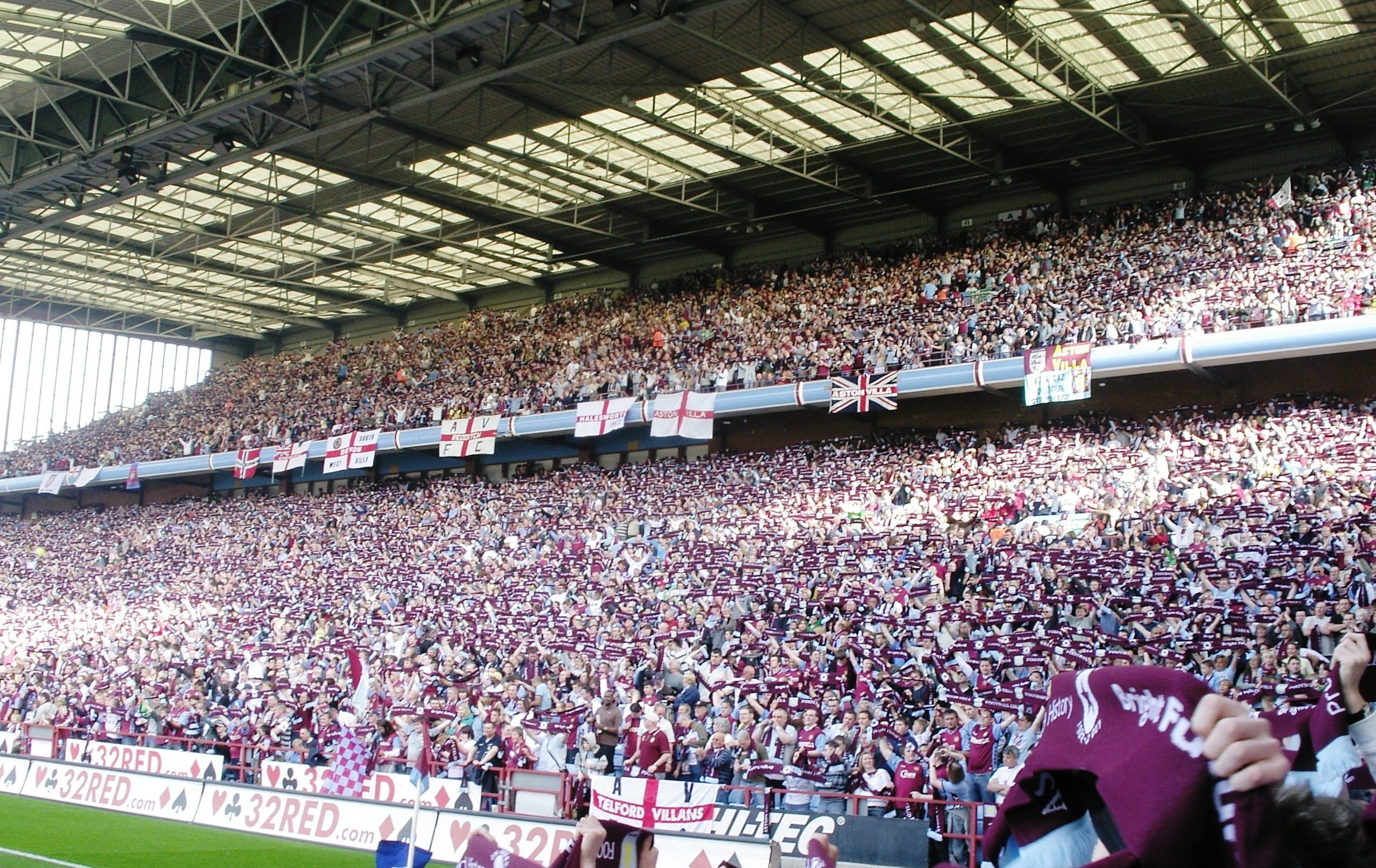
哈拉尔德看台
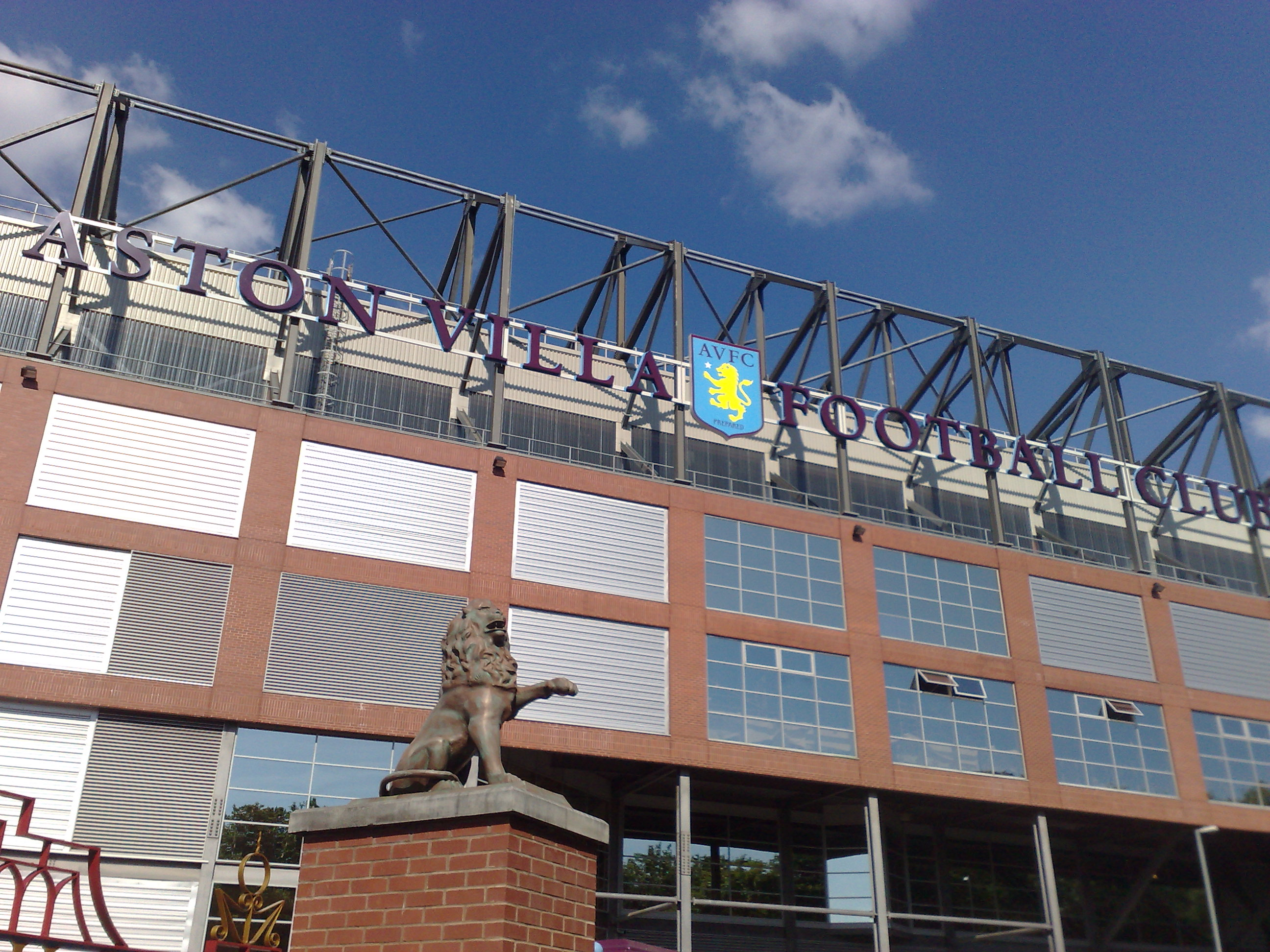
聖三一路看台外墻立面

## 外部連結
- Google Map 維拉公園球場高空照 （页面存档备份，存于）
- Flickr 維拉公園球場圖片 （页面存档备份，存于）

| 前任： 拉森達體育場 斯德哥爾摩 | 欧洲优胜者杯 決賽場地 1999年 | 繼任： 停辦 |